# انهر سفلی

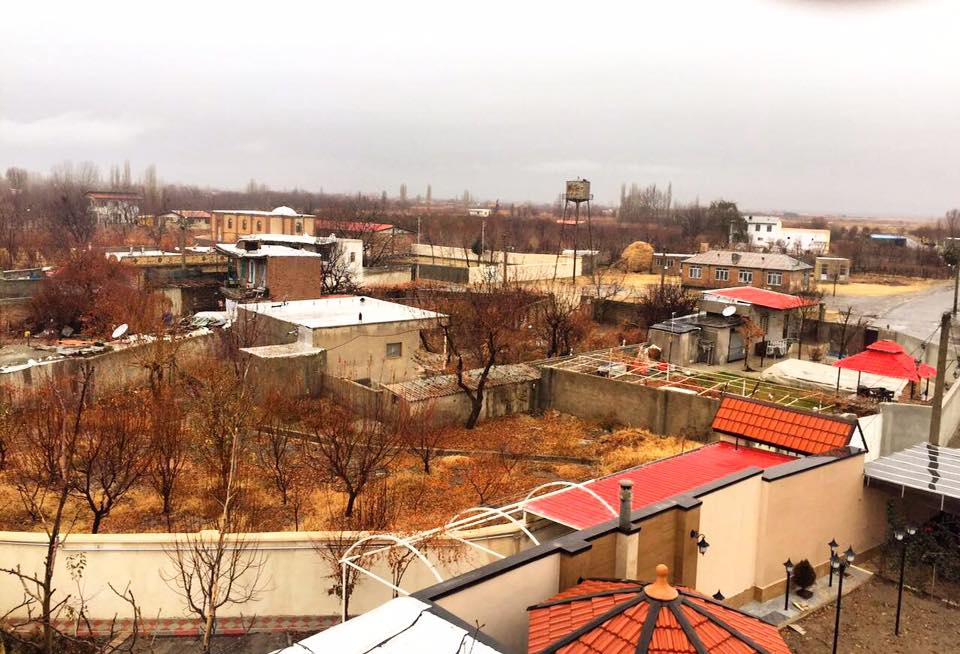
نمایی از روستا

انهرسفلی، روستایی است از توابع بخش مرکزی شهرستان ارومیه و در شهرستان ارومیه استان آذربایجان غربی ایران.

## جمعیت
این روستا در دهستان روضه‌چای قرار داشته و بر اساس سرشماری سال ۱۳۸۵ جمعیت آن برابر با ۷۶۵ نفر (۱۴۷ خانوار) بوده‌است.